# آی‌ان‌اس کوچی
آی‌ان‌اس کوچی (به انگلیسی: INS Kochi) یک کشتی است که طول آن 163 meters می‌باشد. این کشتی در سال ۲۰۰۹ ساخته شد.